# Convent de Santo Domingo (Gasteiz / Vitòria)
El Convent de Santo Domingo era un edifici religiós situat a Gasteiz (Vitòria), ja desaparegut.

## Història
Segons la tradició, el convent deu l'origen a Doménec de Guzmán, fundador de l'Orde dels Predicadors. Sanç VII de Navarra li donà els palaus i la casa pairal que posseïa a Gasteiz / Vitòria, així com una ermita contigua, anomenada de Santa Lucía. Aquest n'hauria emprés la construcció i Pedro Ochoa la va reprendre catorze anys després de la seua mort, el 1235. En seria ell, així mateix, el primer prior. A la seua mort, el va succeir en el càrrec Pedro Yéneguez. Dos incendis, esdevinguts el 1240 i el 1427, van destruir l'arxiu del convent, i l'antiga fàbrica.
Al començament del segle segle xvi, Diego Martínez de Maeztu dugué de Flandes una imatge de la Mare de Déu del Roser que es va col·locar al convent. D'aquesta manera, es va reviscolar l'interés per convent i església.
L'edifici, que estava situat al nord del centre històric, va servir de caserna, hospital, magatzem de l'Administració militar, església, magatzem de palla i estris, cotxera i altres. El 1863, una comissió especial de l'ajuntament intentà fer-se amb l'edifici, que anava a destinar-se a fins militars, però no ho va aconseguir.
El 1916, l'estat va concedir a l'Ajuntament de Gasteiz permís per a derrocar l'antic convent, que estava en ruïnes.
L'arc del ja desaparegut convent es conserva des del segle XX ―tret d'un espai de temps en què fou retirat per a facilitar-ne la demolició― en l'edifici que en l'actualitat alberga el Parlament Basc, en aquells dies un institut d'ensenyament mitjà.

## Descripció

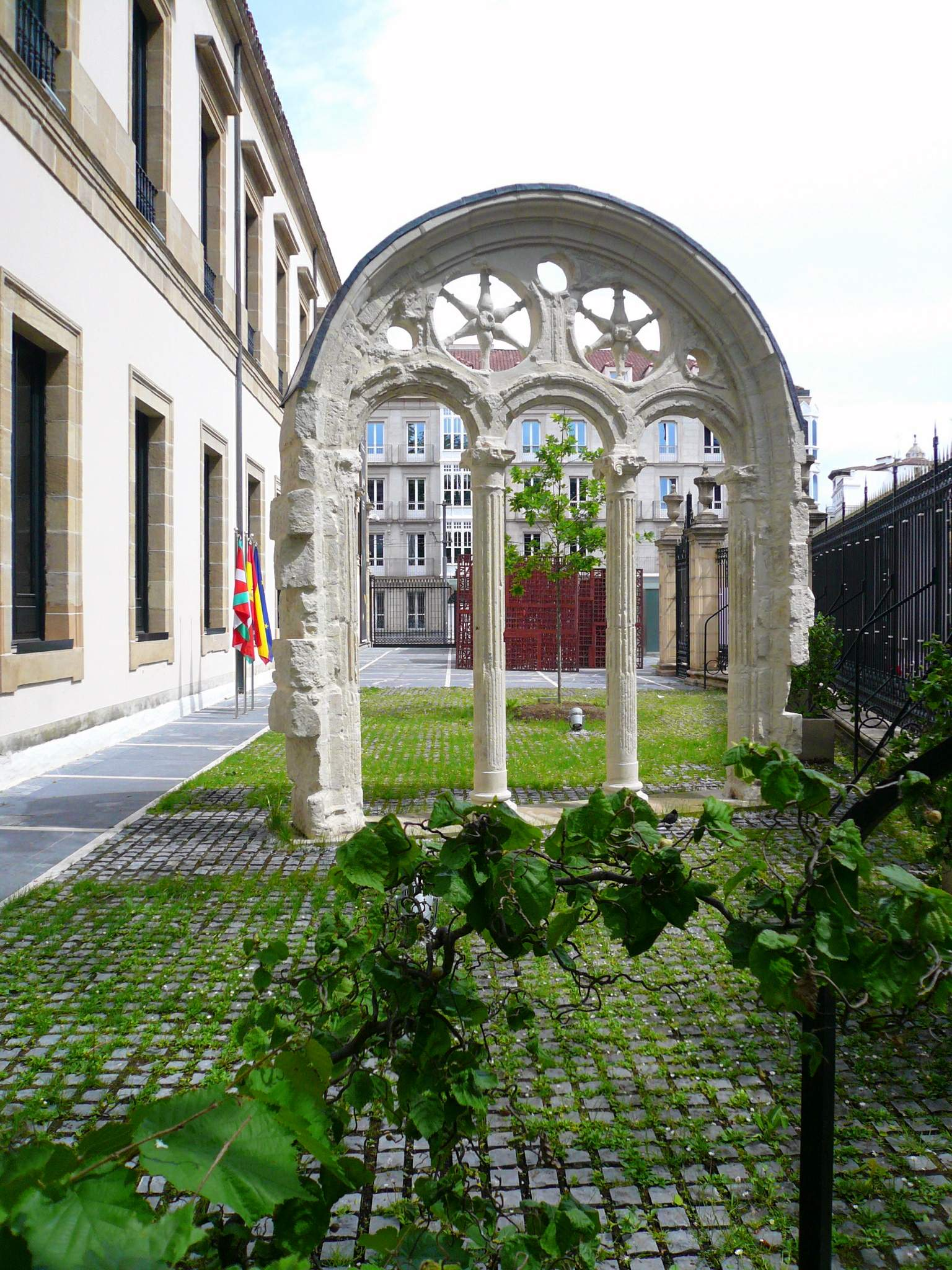
Arc de l'antic convent, conservada al costat de l'edifici del Parlament Basc

L'església del convent, dedicada a sant Doménec, era ogival d'una nau. Tenia onze capelles i un creuer: sobre el lloc de l'altar major n'hi havia frescos. En la capella del noviciat n'hi havia tres grans quadres. De Josep de Ribera, n'hi havia un crucifix, un Sant Pere i un Sant Pau, i van arribar al convent el 1694 com a regal de Pedro de Oreitia i Vergara, acompanyats d'una altra vintena de llenços de gran valor.
Joaquín José de Landázuri i Romarate descrivia així l'església al segle XVIII:
| « | L'església d'aquest convent és d'una sola magnífica i extensa nau, proporcionada en totes les parts, adornada amb tretze capelles i altars tots molt ostentosos, sense incloure-hi la capella Major. En aquesta, hi ha col·locada la sagrada imatge de Maria Santíssima […] La delicadesa de la seua decoració i l'ostentació de la llum amb sis llànties que sovint l'obsequien il·luminen la sagrada imatge de Maria. | » |

El claustre, construït a mitjan segle XVI, era gòtic, mentre que el pòrtic s'alçà en el segle XVII, d'estil neoclàssic, tot i que no va suportar bé el pas del temps.
El convent era, també, casa d'estudis de l'orde i hi acudien la major part dels joves bascos i de La Rioja que es destinaven a l'Església. Tenia claustres, cel·les, refetor i oficines, i hi havia, a més, escoles per a l'ensenyament de filosofia i teologia. En el segle XVIII, els estudis eren generals i públics i n'hi havia un nodrit grup d'alumnes.